# Karolina Labudda
Karolina Labudda (ur. 1 marca 1991) – polska siatkarka grająca na pozycji środkowej. Obecnie występuje w drużynie TPS Rumia.

## Kariera
- TPS Rumia (2010-)